# Droxidopa
Droxidopa ist eine Prodrug gegen Parkinson, die beim Passieren der Blut-Hirn-Schranke zu dem Botenstoff Noradrenalin metabolisiert wird. Droxidopa kann einen Noradrenalinmangel im Gehirn ausgleichen.
Einsatzgebiete sind das sogenannte Freezing-Symptom (Einfrieren der Bewegung), Dopamin-β-Hydroxylase-Mangel und orthostatische Kreislaufregulationsstörungen.
Der Wirkstoff wurde 1919 in den Laboren der Sumitomo Pharmaceuticals zum ersten Mal, damals noch als Racemat, synthetisiert. Das Medikament ist seit 1989 auf dem japanischen Markt unter dem Handelsnamen DOPS erhältlich. Seit 2005 versuchte Chelsea Therapeutics (heute Lundbeck) eine Zulassung der Food and Drug Administration für Droxidopa als Mittel gegen Orthostatische Hypotonie zu erlangen. 2007 wurde Droxidopa zur orphan drug erklärt.
Im Februar 2014 wurde die Substanz nun schließlich in den USA als Northera zugelassen.